# Juquila, Ayutla de los Libres
Juquila är en ort i Mexiko.   Den ligger i kommunen Ayutla de los Libres och delstaten Guerrero, i den södra delen av landet, 270 km söder om huvudstaden Mexico City. Juquila ligger 1 031 meter över havet och antalet invånare är 135.
Terrängen runt Juquila är lite bergig, och sluttar västerut. Runt Juquila är det ganska tätbefolkat, med 58 invånare per kvadratkilometer. Närmaste större samhälle är Ayutla de los Libres, 13,1 km väster om Juquila. I omgivningarna runt Juquila växer huvudsakligen savannskog.